# Bracht (Belgique)
Ne doit pas être confondu avec Bracht.
Bracht (en luxembourgeois : Brait) est un hameau de la commune belge de Burg-Reuland situé en Communauté germanophone de Belgique et Région wallonne dans la province de Liège.
Avant la fusion des communes de 1977, Bracht faisait partie de la commune de Reuland.
Le hameau compte 96 habitants.

## Situation et description
Bracht est implanté sur le versant occidental d'un vallon descendant vers la vallée de l'Ulf, un affluent de l'Our. Il se situe entre le village de Burg-Reuland implanté à 2 km au sud dans cette vallée et le hameau de Maspelt sis plus au nord. Il s'agit d'une petite localité à l'habitat assez concentré et possédant un château, une chapelle et une dizaine de croix.
L'altitude moyenne du hameau avoisine les 400 m (altitude à la chapelle).

## Patrimoine
Le château de Bracht (Schloss Bracht) a été construit en 1782 à l'initiative de Georg Friedrich August Ferrand von Montigny. Il comporte trois ailes avec les bâtiments d'une ferme et une maison de maître.
La chapelle dédiée à Notre-Dame-des-Sept-Douleurs a été initialement construite en 1695 puis agrandie un peu avant 1920. La tour et les deux premières nefs proviennent de la construction d'origine tandis que l'arrière de l'édifice (les deux dernières nefs et le chœur) est ajouté au début du XXe siècle. Le linteau remployé à la sacristie reprend la date de 1695 ainsi que deux anges sculptés dans la pierre. Le portail d'entrée finement sculpté (présence de quatre anges) est surmonté d'une niche logeant une piéta et d'un œil-de-bœuf.
L'école a fonctionné de 1891 à 1973. Elle fait désormais office de salle des fêtes de la localité.

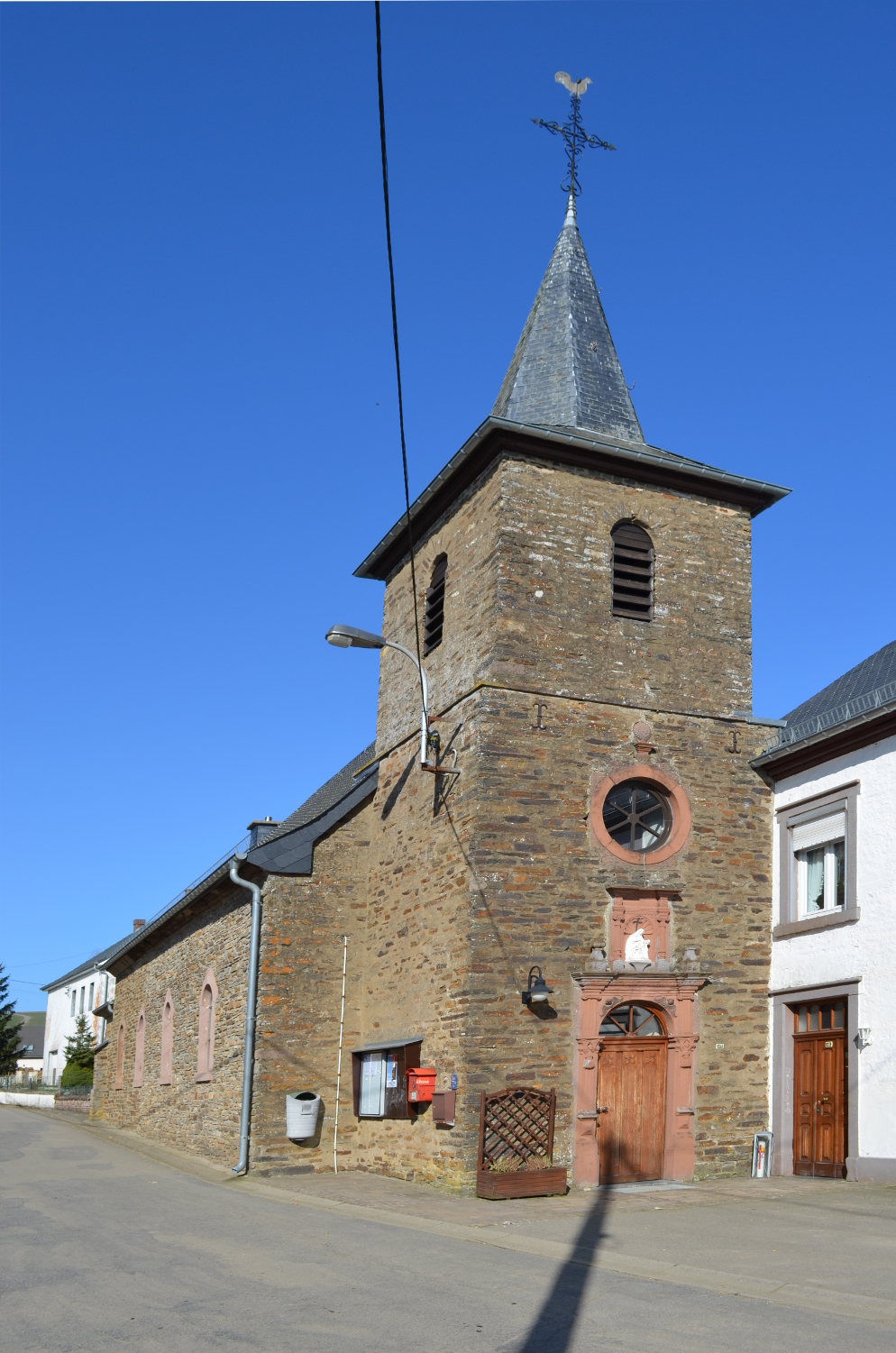
La chapelle de Bracht